# Max Jaffé (Mediziner, 1841)

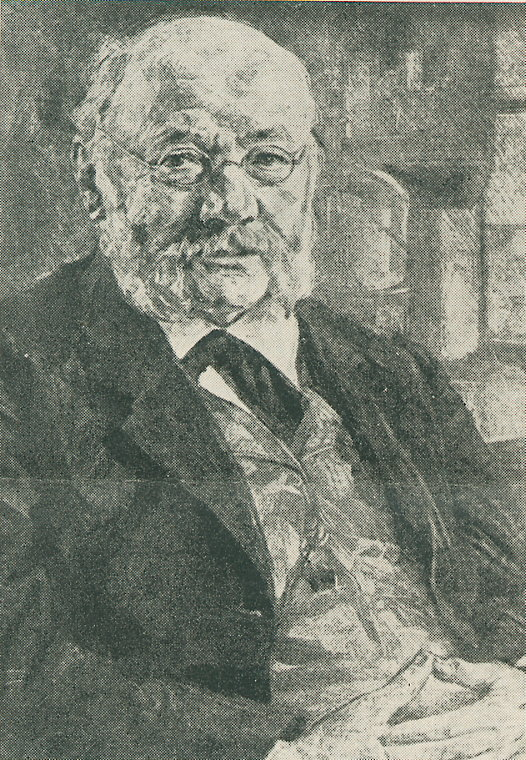
Max Jaffé, Radierung von Heinrich Wolff

Max Emanuel Jaffé (* 25. Juli 1841 in Grünberg in Schlesien; † 26. Oktober 1911 in Schöneberg) war ein deutscher Mediziner und Pharmakologe jüdischer Abstammung. Er wirkte von 1873 bis zu seinem Tod als erster ordentlicher Professor für Pharmakologie an der Albertus-Universität Königsberg.
Nach ihm benannt wurden eine als Jaffésche Kreatininprobe bezeichnete analytische Reaktion zum quantitativen Nachweis von Kreatinin sowie auch die Jaffésche Indikanprobe. Weil sowohl seine Indikanprobe wie auch seine Kreatininprobe (1886) in das Fachgebiet der Nierenheilkunde fallen, ist Max Jaffé Begründer der nephrologischen Funktionsdiagnostik, wenn man von der Uroskopie absieht.

## Leben
Eine umfassende historische Darstellung seines Lebens und seiner Methode stammt von Joris R. Delanghe und Marijn M. Speeckaert. Hier wird behauptet, der Accent aigu in seinem Namen beruhe auf einem Schreibfehler. Die Jaffé-Methode gilt als ältestes Nachweisverfahren in der klinischen Chemie und damit auch in der medizinischen Chemie.
Max Jaffé wurde 1841 in Grünberg in Schlesien geboren und absolvierte das Gymnasium in Breslau. Ab 1858 studierte er Medizin an der Universität Berlin, an der unter anderem Ludwig Traube und Wilhelm Kühne, bei dem er 1862 mit dem Thema Über die Identität des Hämatoidins und Bilifulvins promovierte, zu seinen akademischen Lehrern zählten. Nach einer Studienreise, die ihn nach Prag, Wien und Paris führte, ging er 1865 als Assistent zu Ernst von Leyden an die Universität Königsberg, an der er das Kliniklabor der Medizinischen Klinik leitete. 1867 wurde er für das Fach Innere Medizin habilitiert. Neben seinem Wirken an der Universität betrieb er eine Arztpraxis. In den Jahren 1870/1871 nahm er als Arzt am Deutsch-Französischen Krieg teil, in welchem ihm das Eiserne Kreuz zweiter Klasse verliehen wurde.
1872 erhielt er eine außerordentliche Professur für Medizinische Chemie. Ein Jahr später wurde er erster ordentlicher Professor für Pharmakologie an der Königsberger Universität und 1878 Leiter des zum Pathologischen Institut gehörenden Labors für Medizinische Chemie und Experimentelle Pharmakologie. Mit Ernst Neumann, dem Direktor des Pathologischen Instituts, und Ernst Leopold Salkowski, einem Institutsmitarbeiter, verband Jaffé eine fruchtbare Zusammenarbeit im Bereich der Blutforschung, insbesondere zum Nachweis der knochenmarksbedingten „myelogenen“ Leukämie. Ab 1910 bestand das von Jaffé geleitete Labor als eigenständiges Pharmakologisches Institut.

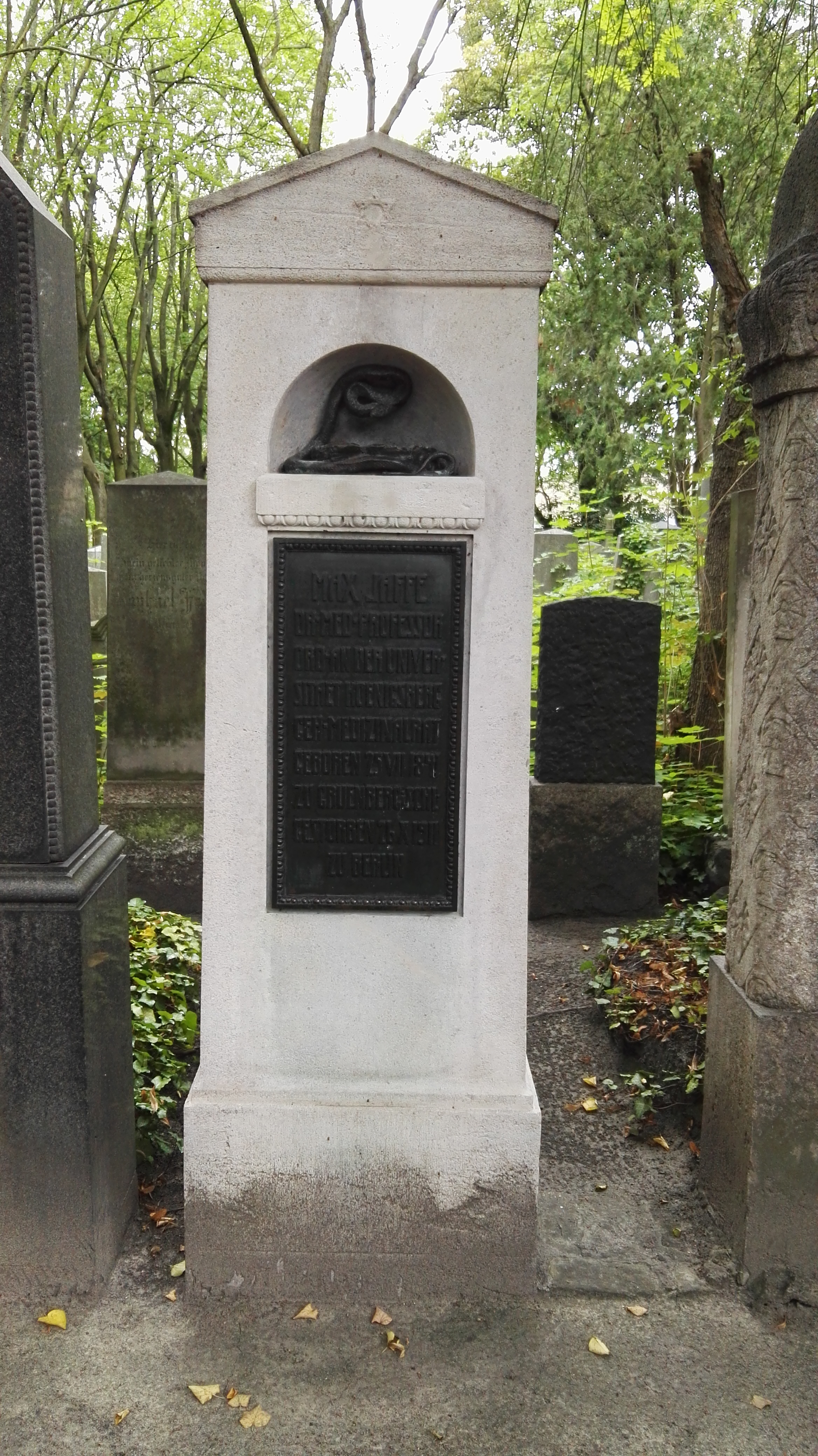
Grab

Max Jaffé starb 1911 in Berlin. Sein Grab befindet sich auf dem Jüdischen Friedhof Berlin-Weißensee.

## Wissenschaftliches Wirken

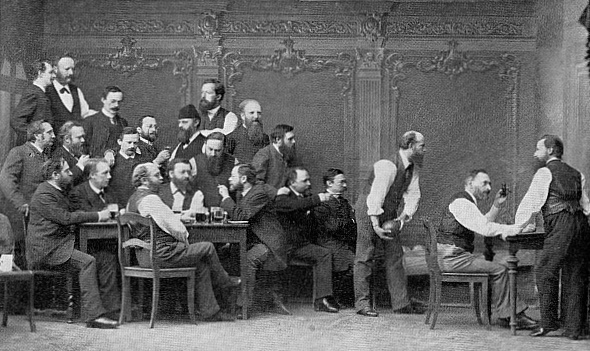
Jaffé beim Kegelabend des Vereins für wissenschaftliche Heilkunde

Schwerpunkte der Forschung von Max Jaffé waren unter anderem die Bedeutung und der Stoffwechsel bestimmter chemischer Verbindungen wie Urobilin, Urocaninsäure, Indikan und Kreatinin im tierischen und menschlichen Organismus sowie die Biotransformation körperfremder Stoffe und die chemische Analytik, insbesondere zum Nachweis und zur Isolierung von Bestandteilen des Harns. Nach ihm benannt ist eine als Jaffésche Kreatininprobe bezeichnete quantitative Nachweisreaktion. Ab 1883 war er Mitglied der Deutschen Akademie der Naturforscher Leopoldina.